# Twickenham

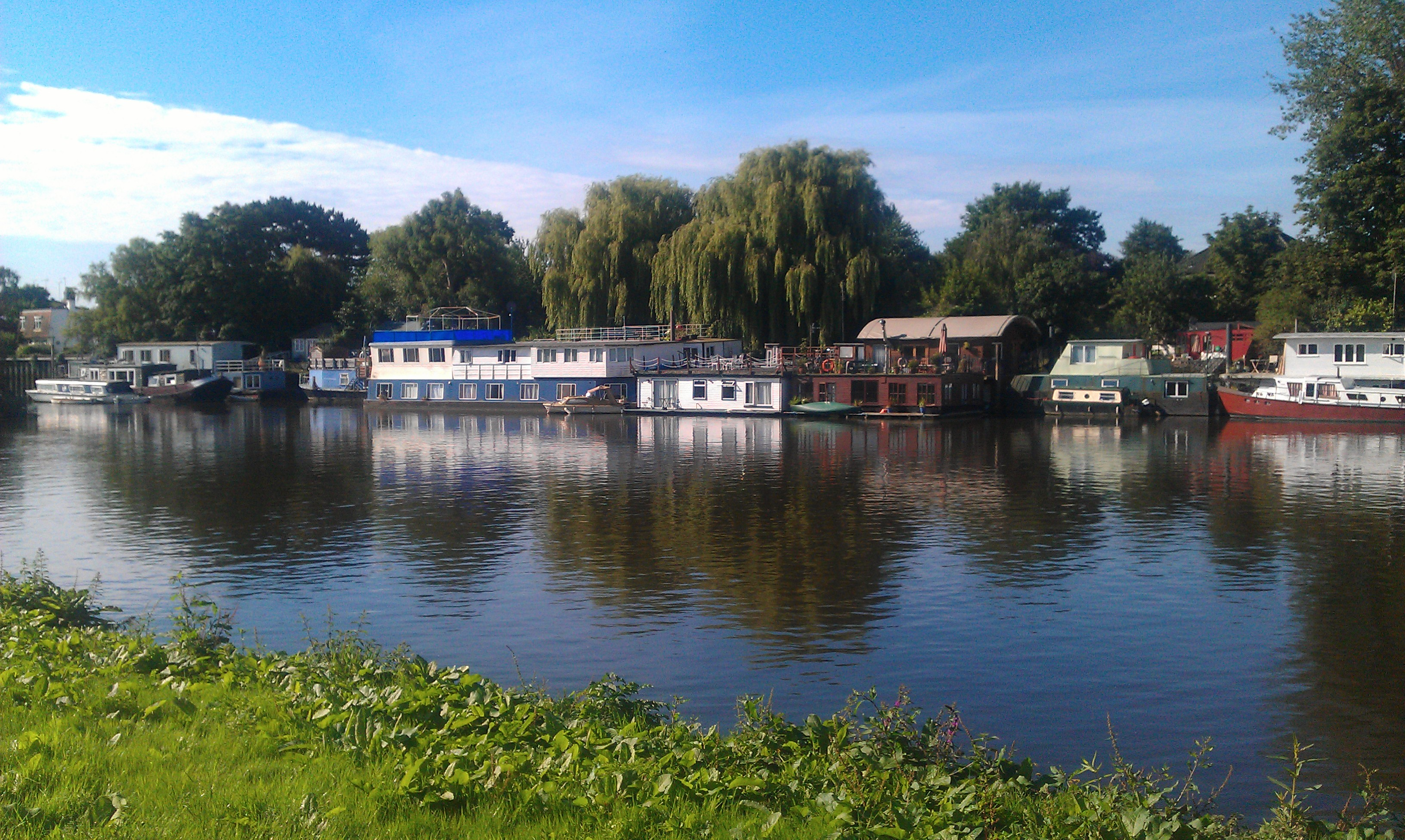
Hausboote auf der Themse in Twickenham

Twickenham ist ein Stadtteil Londons und liegt im Stadtbezirk London Borough of Richmond upon Thames im Südwesten Londons, ungefähr 16 Kilometer südwestlich des Stadtzentrums Londons, 3,2 km südöstlich von Hounslow und 4,2 km nordwestlich von Kingston upon Thames. Twickenham liegt an der südöstlichen Seite der Themse.
Twickenham hat ein ausgedehntes Stadtzentrum und ist bekannt dafür, dass es die Heimat der Rugby Union in England ist, mit Hunderttausenden von Zuschauern, die jedes Jahr das Twickenham Stadion, das größte Rugbystadion der Welt, besuchen. 

## Bevölkerung
Im Jahr 2021 hatte Twickenham 55.376 Einwohner, verteilt auf 21.899 Haushalte.
| Jahr        | 1901   | 1911   | 1921   | 1931   |
| ----------- | ------ | ------ | ------ | ------ |
| Bevölkerung | 20.991 | 29.367 | 34.790 | 39.906 |

| Stadtteil                         | Bevölkerung | Haushalte | Fläche (in ha) |
| --------------------------------- | ----------- | --------- | -------------- |
| Heathfield                        | 10.412      | 3.750     | 191            |
| South Twickenham                  | 10.629      | 4.165     | 169            |
| St Margarets and North Twickenham | 11.945      | 4.806     | 197            |
| Twickenham Riverside              | 10.992      | 4.854     | 175            |
| West Twickenham                   | 11.308      | 4.324     | 246            |

## Geschichte und Sehenswürdigkeiten
Die erste urkundliche Erwähnung ist eine Schenkung an den Bischof von London in Tuiccanham im Jahr 704. Nach der normannischen Eroberung gehörte das Gebiet zum Manor of Isleworth. Das Gebiet wurde durch die Gründung von Bauernhöfen urbar gemacht, die Themse von Fischern, Schiffbauern und Händlern genutzt. Das historische Ufergebiet ist bekannt für sein Netz von Gebäuden und Freizeitanlagen aus dem 18. Jahrhundert, von denen viele noch intakt sind. 
Das älteste Herrenhaus, York House (Twickenham), wurde 1633 gegründet. Es diente später unter anderem als Wohnsitz von Edward Hyde, 1. Earl of Clarendon sowie im 19. und frühen 20. Jahrhundert als Exilsitz des Hauses Orléans. Heute ist es Rathaus des London Borough of Richmond upon Thames. Marble Hill House ist seit 1903 ein Museum der English Heritage. Strawberry Hill gehört zu den berühmtesten Herrenhäusern der Welt, da sein Besitzer, Horace Walpole, bei seinem Bau (ab 1749) den Baustil der Neugotik erfand. Nach diesem Vorbildbau wurde später ein ganzer Stadtteil, Strawberry Hill, benannt. Ein weiterer Herrensitz ist verloren gegangen, der dem aphoristischen Dichter Alexander Pope im 18. Jahrhundert gehörte, und 1808 abgerissen wurde; das an seiner Stelle um 1845 erbaute Haus im Tudor-Stil dient heute als Schule. Die älteste römisch-katholische Universität des Landes ist die St Mary’s University.

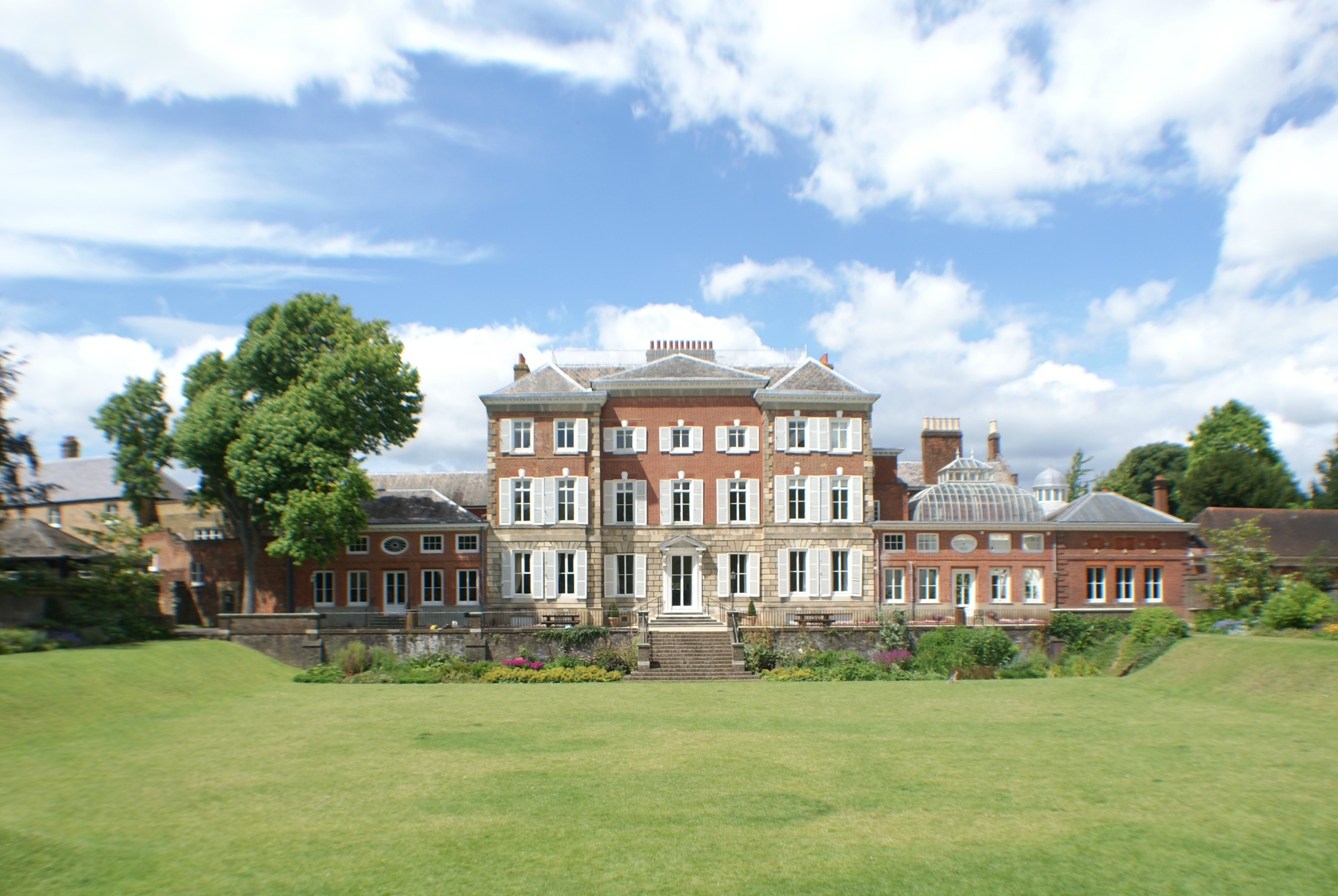
York House
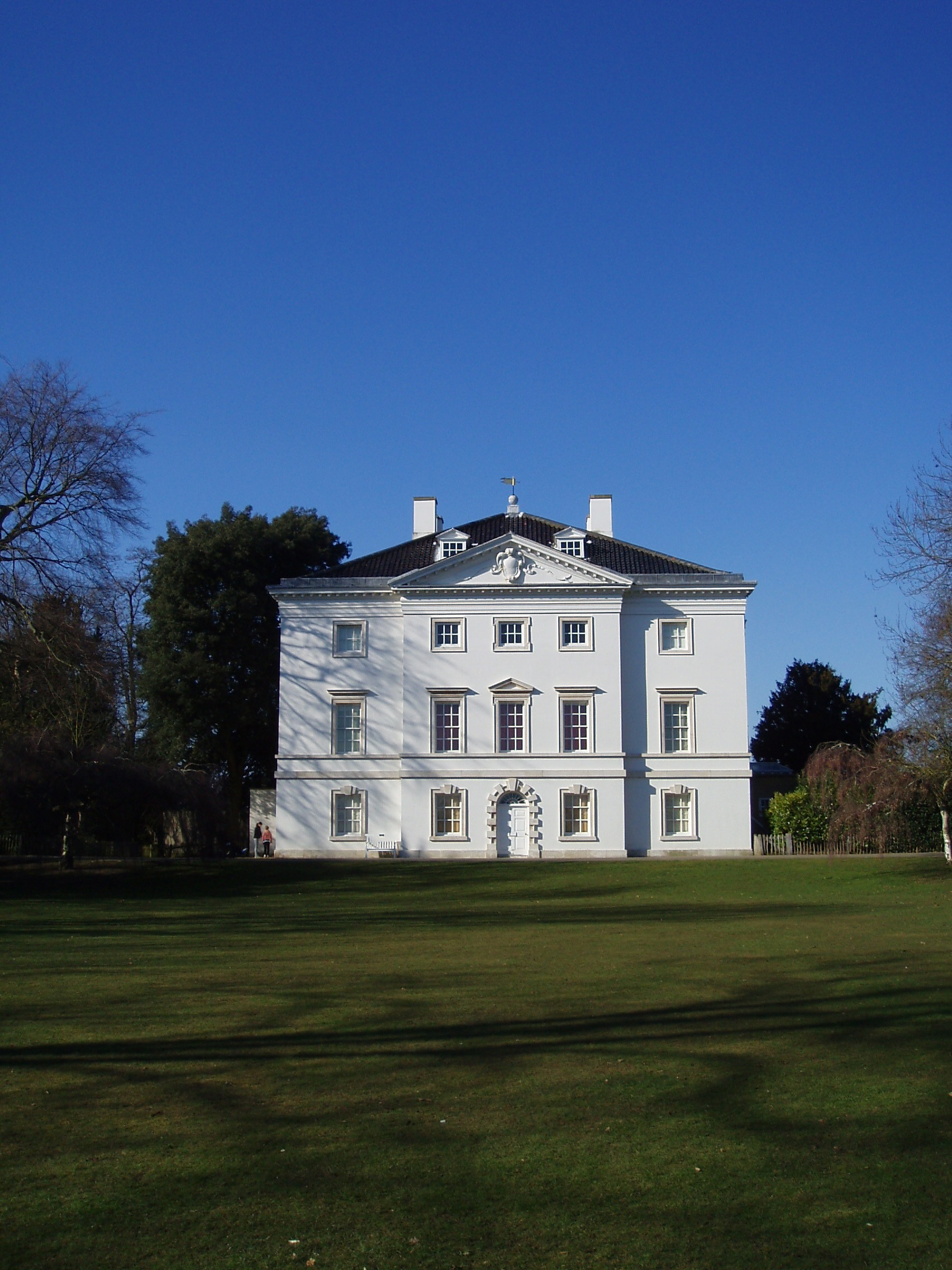
Marble Hill House
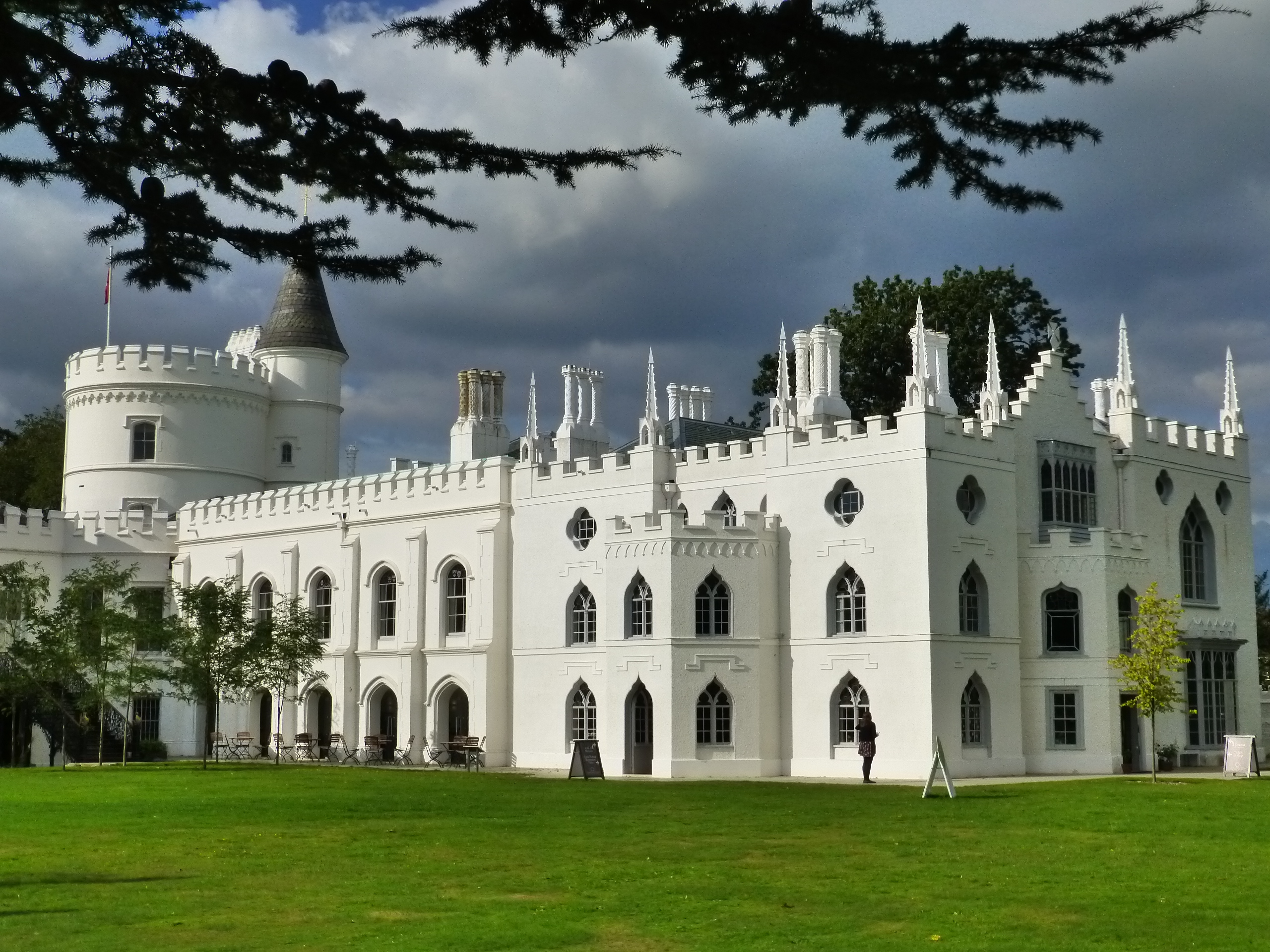
Strawberry Hill
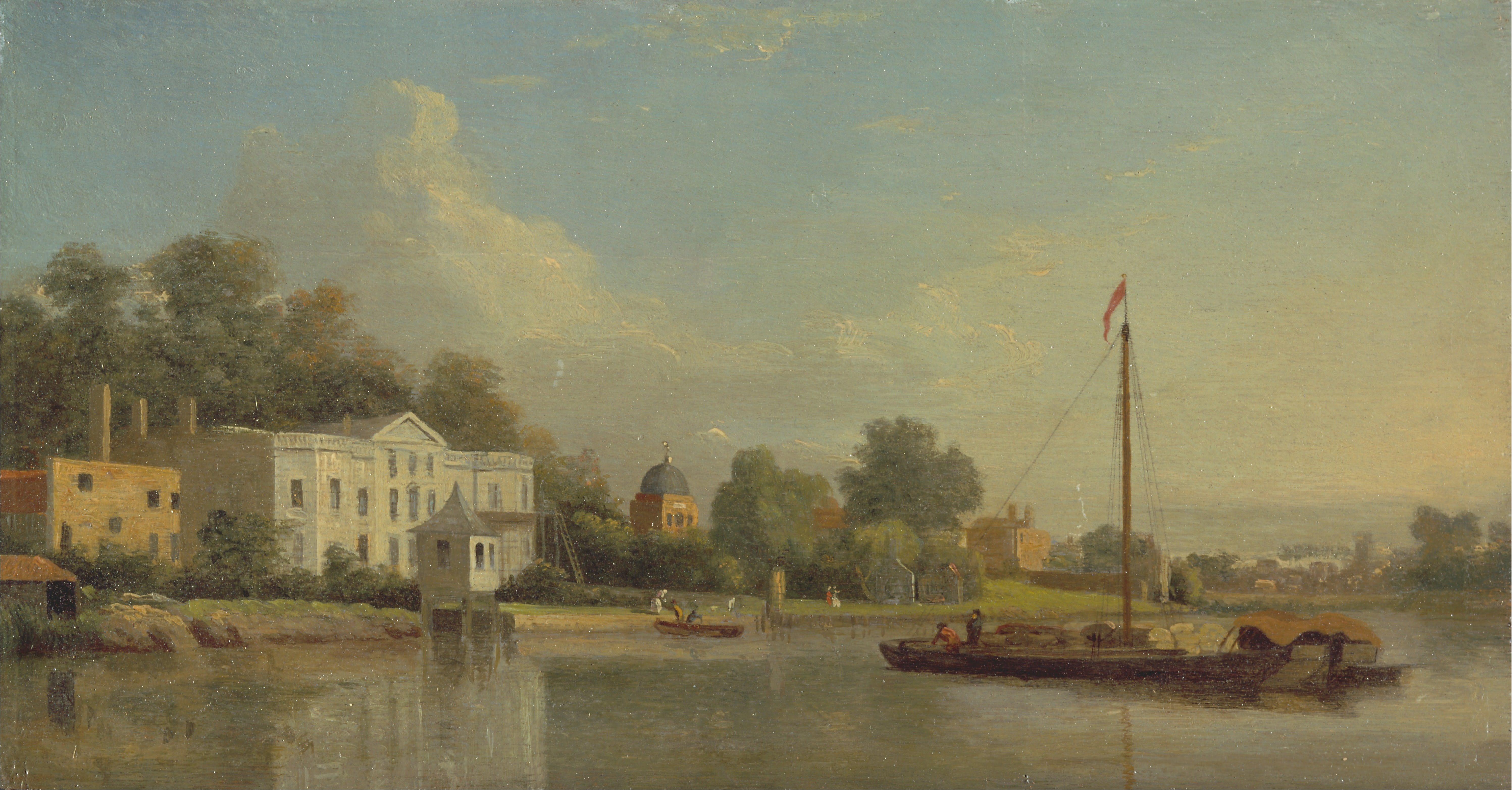
Pope's Villa (ca. 1759)

## Sport

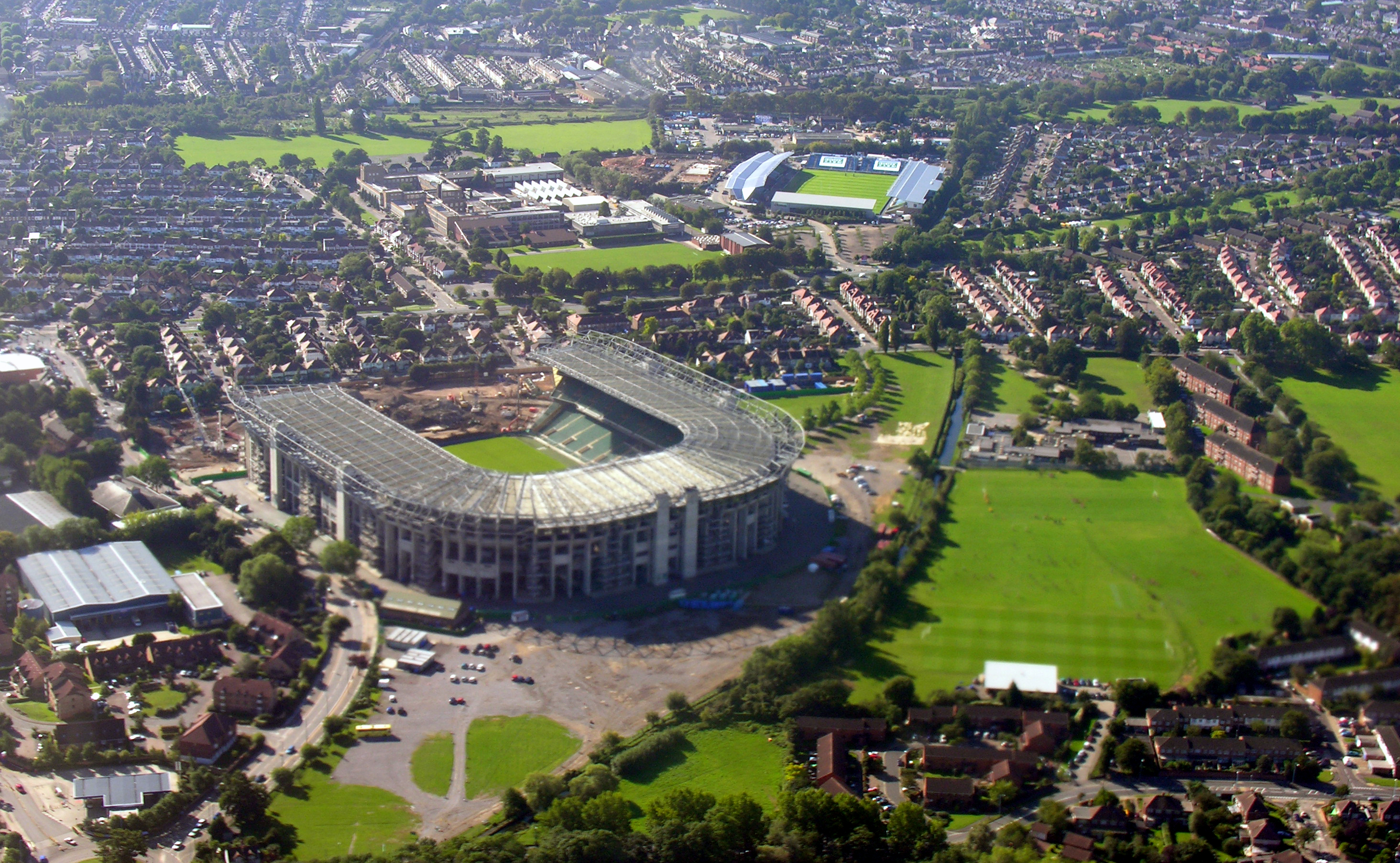
Twickenham Stadium

In Twickenham ist der Sitz der Rugby Football Union und dort befindet sich auch das Twickenham Rugby Stadion, eines der größten Stadien Englands. Der Harlequin Football Club, ein Rugby-Union-Verein, hat ebenfalls seinen Sitz in Twickenham und spielt hauptsächlich im Twickenham Stoop.
Im Twickenham Stadium fand 1991, 1999 und 2015 der Rugby World Cup statt.

## Nächstgelegene Orte
- Hampton Wick
- Hounslow
- Isleworth
- Kingston upon Thames
- Teddington

## Nachbarschaft und Lage
In der Nachbarschaft befinden sich:
- Strawberry Hill – Süden

- Kneller – Südwestlich in Whitton

- Eel Pie Island – Zentrum von Richmond Thames

- Twickenham Zentrum

- St Margaret’s – Osten

- Cole Park – Norden

## Söhne und Töchter des Ortes

### In Twickenham geboren
- Gilbert Benthall (1880–1961), Graphiksammler und Amateurkunsthistoriker
- António Leite (1899–1958), portugiesischer Fechter
- Andrew Cooper, Baron Cooper of Windrush (* 1963), Politiker
- Rufus Sewell (* 1967), Schauspieler
- Anna Calvi (* 1980), Musikerin
- Alastair Gray (* 1998), Tennisspieler

### Wohnhaft in Twickenham oder mit Twickenham verbunden
- Tim Rowett (* 1942), Spielzeugsammler und YouTuber
- Tony Blair (* 1953), Politiker, früherer Premierminister
- Steve Allen (* 1954), Komiker, Schauspieler und Musiker
- Rob Brydon (* 1965), Schauspieler und Komiker